# Markión

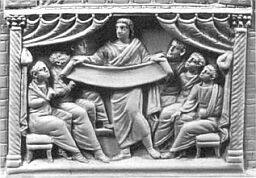
Markion s posluchači

Markión ze Sinopé (asi 85 Sinopé – asi 160 Řím) byl významný křesťanský teolog 2. století, jehož dualistické učení o zlém Bohu Starého zákona a dobrém Bohu Ježíše Krista církev ostře odmítla jako heretické (viz markionismus). Markión vytvořil pevnou církevní organizaci, jejímž byl biskupem, a prosadil v ní velmi omezený výběr křesťanských spisů: 10 Pavlových listů (Ř v neúplnosti, dále 1 a 2 Kor, Ga, Ef, Fp, Kol, 1 a 2 Te, Fm) a výběr z Lukášova evangelia. To patrně vedlo k pevnější organizaci římské církve a urychlilo vznik kánonu Nového zákona. Řada z Markiónových heretických názorů se opakovaně objevovala v pozdějších dějinách církve.

## Život a působení
To, co nám je o Markiónovi známo, pochází od jeho protivníků, kteří se ovšem zásadně shodují. Markión byl bohatý syn biskupa v Pontu, snad v dnešním Sinopu v severním Turecku na pobřeží Černého moře, asi 250 km SV od Ankary. Tertullianus píše, že byl loďařem a obchodníkem.
První zmínku o Markiónovi nalézáme v Justinově První apologii (26) z poloviny 2. století. V té době byl Markión ještě naživu a měl mnoho příznivců. Nepřátelský postoj vůči němu zaujímá Polykarpův žák Irenej z Lyonu v polemickém spise Adversus haereses z konce 2. století, toto jeho pojednání rozšiřuje ve své polemice Adversus Marcionem Tertullianus. Hippolyt Římský o Markiónovi říká, že byl synem biskupa, který jej pro nemravnost exkomunikoval; této historce se však nechce příliš věřit, protože ostatní zmínky o Markiónovi hovoří jako o ctnostném muži.
Markión se někdy kolem roku 140 usadil v Římě a v prvních několika letech vypracoval teologický systém, kterým strhl na svou stranu množství posluchačů. Poté začínají konflikty s římskými biskupy a Markión začíná organizovat vlastní oddělené společenství věřících. Markión je exkomunikován a římská církev mu vrací předchozí dar 200 tisíc sesterciů. Řím však zůstává místem Markiónova působení, přitom se zakládají další markiónovské komunity po celé římské říši. Takto vzniká samostatná církevní organizace, jejíž hlavou a autoritativním biskupem je Markión.
Podle Tertulliana a Ireneje se Markión pokoušel použít svého majetku k tomu, aby církev přijala jeho učení, což odmítla. Markión se setkal i s Polykarpem ze Smyrny, který tvrdil, že znal osobně apoštola Jana a který Markióna nazval „prvorozencem ďáblovým“. Kromě již zmiňovaných patřili k Markiónovým kritikům Efrém Syrský, Dionýsios z Korinta, Theofilos z Antiochie, Filippos z Gortyny, Rhodo, Kléméns Alexandrijský a Órigenés. Již toto množství oponentů svědčí o vlivu, který markionité v rané církvi měli.

## Teologie
Svou nauku zaznamenal Markión ve dvou spisech nazvaných Instrumentum a Antiteze, které se nám ovšem nedochovaly; o jejich existenci víme z Tertullianova spisu Adversus Marcionem. Markiónovo učení je často označováno za gnostické, od křesťanské gnóze se ovšem odlišuje v tom, že zatímco podle gnostiků je v duši každého člověka jiskra Boží jako stopa Stvoření, podle Markiona je celé Stvoření dílem zlého Boha, zákonodárce a soudce Starého zákona.
Spojuje je však systematický protiklad dobrého Boha Nového zákona plného lásky, Otce, jehož zvěstuje Ježíš Kristus, a „zlého“ Boha Starého zákona, který je zodpovědný za Stvoření světa, zákon atd. Jedná se tak o první takto vyostřený příklad dualismu v rámci rodícího se křesťanství. Markión odmítá celý Starý zákon, který připisuje demiurgovi, který se, stejně jako v gnózi zjevuje jako zlý Bůh. Stvoření a hmotu pokládá Markión za zcela špatné a pro duchovního člověka za nepřijatelné, proto odmítá i plození a zakazuje pohlavní styk. Demiurg je též zodpovědný za veškeré utrpení a bolest. Vykoupení se pro člověka skrývá v návratu k duchovnímu životu. Kristus je představen jako Bůh lásky, který člověka osvobozuje od zákona. Pouze víra v tohoto boha lásky je nezbytná ke spáse. Ježíše nepokládá Markión za Mesiáše, ale za božskou bytost se zdánlivým tělem (doketismus), které nemůže trpět.